# Rábah Szadán
Rábah Szadán (arabul: رابح سعدان); (Batna, 1946. május 3. – ) algériai labdarúgóedző. Öt alkalommal irányította szövetségi kapitányként az algériai válogatottat. 

## Pályafutása

### Játékosként
1964 és 1968 között az MSP Batna csapatában játszott. 1968 és 1969 között a Constantine, 1969 és 1972 között az El Biar játékosa volt. 1972 és 1973 között az USM Blida labdarúgója volt. 

### Edzőként
1979-ben kivezette az algériai U20-as válogatottat az 1979-es ifjúsági világbajnokságra. 1981-ben kinevezték az algériai válogatott szövetségi kapitányának. 1984 és 1986 között ismét betöltötte a posztot és irányításával kijutottak az 1986-os afrikai nemzetek kupájára, valamint az 1986-os világbajnokságra, ahol Észak-Írország ellen 1–1-es döntetlent értek el, viszont ezt követően Brazíliától 1–0-ra, Spanyolországtól 3–0-ra kikaptak és nem jutottak tovább a csoportkörből. 1988 és 1989 között a marokkói Raja Casablanca vezetőedzője volt, mellyel 1989-ben megnyerte a CAF-bajnokok kupáját. Később dolgozott még az MC Alger, a tunéziai Étoile du Száhel és a USM Alger csapatánál. 1999-ben rövid ideig ismét irányította a válogatottat. 2003-ban már negyedik alkalommal nevezték ki szövetségi kapitánynak és kijuttatta a válogatottat a 2004-es afrikai nemzetek kupájára. 2004-ben kinevezték a jemeni válogatott kapitányának, de csak rövid ideig töltötte be ezt a posztot. 2006 és 2007 között az ES Sétif csapatát edzette és bajnoki címet szerzett. 2007-ben ötödik ciklusát kezdte meg a nemzeti csapat élén és irányításával kijutottak a 2010-es dél-afrikai világbajnokságra.

## Sikerei, díjai
ES Sétif
- Algériai bajnok (1): 2007

Raja Casablanca
- CAF-bajnokok kupája (1): 1989